# Мойн, Сэмюэл
Сэмюэл Мойн (англ. Samuel Moyn, род. 14 февраля 1972) — американский учёный. Дважды доктор.
С 2014 года профессор права и истории Гарварда, ранее профессор истории Колумбийского университета. Доктор философии (2000), доктор права (2001).
Область исследовательских интересов Мойна — в современной европейской интеллектуальной истории, в особенности Франции и Германии, истории политических и правовых учений, исторической и критической теории, иудаистике, истории и теории прав человека.
Окончил Университет Вашингтона в Сент-Луисе (бакалавр истории и французской литературы, 1994). Степень доктора философии в области современной европейской истории получил в Калифорнийском университете в Беркли (2000) и степень доктора права получил в Гарвардской школе права (2001). Работал на истфаке Колумбийского университета, был именным профессором истории.
Автор нескольких книг.
В 2008 году стал стипендиатом Гуггенхайма. Читал Nicolai Rubinstein Lecture (2018).